# STS (сталь)
STS (англ. Special treatment steel) — американская конструкционная гомогенная сталь. Название переводится как «сталь специальной обработки». По американской классификации при толщине свыше четырех дюймов (102 мм) обозначалась как «броня класса B» и применялась для бронирования орудийных башен кораблей.
Использовалась как конструкционная сталь при постройке кораблей и для лёгкого бронирования (небольшой толщины) — как материал броневых палуб, противосколочных переборок, защиты надстроек. Была основным материалом для изготовления бронированных палуб, поэтому также встречается обозначение Protective Deck Plate.
Разработка стали начата приблизительно в 1909 году фирмой Carnegie Steel и завершена в 1910 году. Создана в качестве гомогенной (однородной по толщине, то есть без поверхностной закалки) брони кораблей. Поначалу в состав легирующих добавок входили хром, никель и ванадий, однако позднее от использования ванадия отказались. По химическому составу практически не отличалась от брони класса А: около 0,3 % углерода, 3,85 % никеля и 1,85 % хрома. В отличие от некоторых подобных сталей, таких как Krupp Ww, STS не содержала молибден.
В сравнении с другими видами гомогенной брони была очень пластичной, поэтому несмотря на дороговизну была выбрана Бюро строительства и ремонта США в качестве конструкционной стали. По своим характеристикам оказалась настолько удачной, что использовалась без изменений и во время Второй мировой войны.
Сравнительные характеристики некоторых видов лёгкой гомогенной брони периода Второй мировой войны:
| Страна                     | США       | Германия  | Германия  | Италия    | Англия        | Япония    |
| -------------------------- | --------- | --------- | --------- | --------- | ------------- | --------- |
| Тип брони                  | STS       | Wsh       | Ww        | PONCV     | Post-1930 NCA | CNC       |
| Компании-производители     | Carnegie  | Krupp     | Krupp     | Terni     | Все фирмы     | Все фирмы |
| Период производства, годы  | 1910—1960 | 1925—1945 | 1925—1945 | 1929—1943 | 1926—1946     | 1931—1945 |
| Предел прочности, кг/мм²   | 77,4—87,9 | 90,0—99,8 | 64,7—82,3 | 80,2      | 84,4          | 77,3—85,8 |
| Предел текучести, кг/мм²   | 52,7—59,8 | 64,7      | 57,8      | 63,0      | 59,8          | 59,8      |
| Относительное удлинение    | 25 %      | 16 %      | 22 %      | 17,10 %   | 25 %          | 22 %      |
| Относительное сжатие       | 68 %      | 53 %      | 65 %      | 56 %      | 60 %          | 58 %      |
| Твёрдость по Бринеллю, HBW | 200—240   | 250—280   | 180       | 225       | 225           | 225       |

## Использованная литература и источники
1. 1 2 3  NAVAL ORDNANCE AND GUNNERY 1937. CHAPTER XII. ARMOR. CLASS B ARMOR. Дата обращения: 16 января 2013. Архивировано 21 июля 2012 года.
2. ↑  Линкоры Второй мировой, 2005, с. 237.
3. ↑  Линкоры Второй мировой, 2005, с. 235-237.
4. ↑  Линкоры Второй мировой, 2005, с. 235.